# ディキシー・キッド

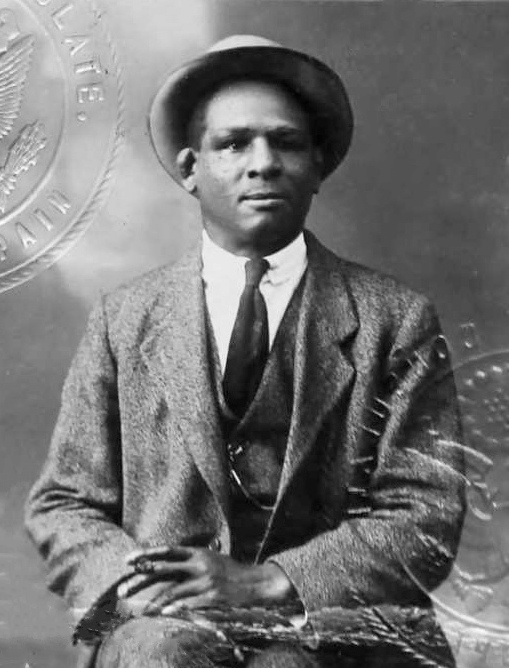
'ディキシー・キッド

ディキシー・キッド（Dixie Kid、本名：アーロン・リスター・ブラウン (Aaron Lister Brown)、1883年12月23日 - 1934年4月6日）は、アメリカ合衆国出身の元プロボクサー。元世界ウェルター級チャンピオン。ミズーリ州フルトンの生まれで、ウェルター級初期の強豪。

## 略歴
19歳でデビュー。以来8年間無敗だったと言われる。1904年4月30日、バルバドス・ジョー・ウォルコットに20回判定勝ちでタイトル奪取。同年5月12日にウォルコットを返り討ちにして防衛を果たすと、体重増加を理由に王座を返上。
後にはライトヘビー級でも戦った。

## 通算戦績
78勝（63KO）18敗13引分け23無判定1ノーコンテスト